# Europese weg 421
De Europese weg 421 of E421 is een Europese weg in België en Luxemburg. De E421 gaat in België niet over snelwegen. Het nummer is daardoor over het algemeen minder bekend in België, omdat E-nummers voornamelijk voor 'echte' autosnelwegen worden gebruikt. Bijgevolg wordt 'E421' niet aangegeven op bewegwijzering om verwarring te voorkomen.

## In België
Vanaf de Belgisch-Duitse grens loopt het traject van de E421 zuidwaarts over de N68 richting Eynatten (Raeren), waar zij de A3/E40 kruist. De belangrijkste steden op haar weg zijn Eupen en Malmedy. Tussen beide trekt het traject zowel over de Baraque Michel als de Botrange, de twee hoogste punten van België. Vanaf het centrum van Malmedy gaat zij verder op de N62 richting Sankt Vith. Tussen Malmedy en Sankt Vith loopt de E421 min of meer parallel met de A27/E42. Even voorbij het Viaduc du Recht gaat zij zelfs onder de E42 door om een paar kilometer verder, aan afrit 13 Recht, opnieuw onder deze snelweg heen te gaan. Vanaf Sankt Vith gaat de route over bochtige wegen verder in de richting van het Groot-Hertogdom Luxemburg. Vanaf de Luxemburgse grens sluit de E421 aan op de Luxemburgse N7 en gaat vervolgens over op de B7 en A7 tot Luxemburg stad.

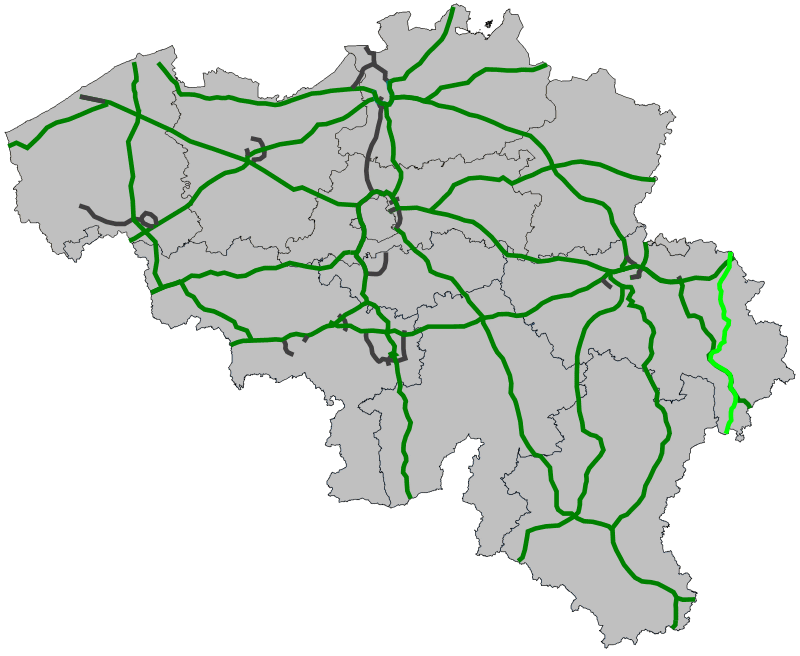
E421 in België